# Rhyssemorphus rakovici
Rhyssemorphus rakovici är en skalbaggsart som beskrevs av Riccardo Pittino 1990. Rhyssemorphus rakovici ingår i släktet Rhyssemorphus och familjen Aphodiidae. Inga underarter finns listade i Catalogue of Life.